# 小倉明浩
小倉 明浩（おぐら あきひろ、1960年8月 - ）は、日本の経済学者。学位は、経済学修士（滋賀大学）。滋賀大学経済学部経済学科教授。滋賀大学理事・副学長。

## 来歴
1960年大阪府大阪市に生まれる。1983年に滋賀大学経済学部を卒業。1988年京都大学大学院経済学研究科博士後期課程中退。滋賀大学経済学部助手、講師、助教授を経て、2003年教授。専門は、ラテンアメリカ経済論。

## 年譜
- 1960年 - 大阪府大阪市にて出生
- 1983年 - 滋賀大学経済学部卒業
- 1988年 - 京都大学大学院博士後期課程中退
- 1988年 - 滋賀大学経済学部助手
- 1989年 - 滋賀大学経済学部講師
- 1993年 - 滋賀大学経済学部助教授
- 2003年[2] - 滋賀大学経済学部教授

## 著書
- 『ラテンアメリカのインフレーション』（アジア経済研究所, 1990）
- 『日本貿易読本』（日本評論社, 1992）
- 『激動期の国際経済』（世界思想社, 1992）
- 『ラテンアメリカの経済』（新評論, 1993）
- 『グローバル経済』（世界思想社, 1999）
- 『グローバル・エコノミー』（有斐閣, 2001）
- 『ラテンアメリカ経済学』（世界思想社, 2003）
- 『ラテンアメリカ経済論』（ミネルヴァ書房, 2004）
- 『グローバル・エコノミー 新版』（有斐閣, 2007）
- 『グローバル・エコノミー 第3版』（有斐閣, 2012）

## 論文
- 国立情報学研究所収録論文 国立情報学研究所

## 主な所属学会
- 国際経済学会
- ラテンアメリカ政経学会